# 史都華鬚蟾鰧
史都華鬚蟾鰧為輻鰭魚綱鱸形目南極魚亞目阿氏龍鰧科的其中一種，分布於南極洲海域，棲息深度1696-1738公尺，體長可達24.8公分，為底棲性魚類，屬肉食性，生活習性不明。

## 擴展閱讀
維基物種上的相關：史都華鬚蟾鰧